# 希拉孔波利斯
25°5′50″N 32°46′46″E / 25.09722°N 32.77944°E
希拉孔波利斯（希臘語： 'city of hawks', 斯特那波 xvii. p. 817,  或 Hierakonpolis, Hieraconpolis, 又 Hieracompolis; 阿拉伯語： Al-Kom Al-Aħmar），也译为希拉康波里，现名考姆艾哈迈尔，位于埃及阿斯旺省，为史前上埃及政治、宗教和历史中心，是埃及早期历史中最重要的遗址。

## 概述
前王朝时期（约前3400年）希拉孔波利斯（又称尼肯）即成为埃及最早的城邦之一，至古王国初期（约前2575年）达到鼎盛。曾参加努比亚和上、下埃及之间的战争，并最终促成埃及统一。在第一中间期第九及第十王朝期间，该地成为上埃及第三大省首府，在安赫提菲统治下日趋繁荣。到新王国时期（约前16世纪－约前11世纪）其地位仍未改变。

## 考古
1898年，考古学家对该城进行调查和发掘，先后发现了埃及第一王朝国王美尼斯（约前3100年－约前3050年在位）举行典礼使用的石板和国王瑟莫赫特石质雕饰权杖，这些文物为研究埃及统一提供了材料。 后又发现了埃及第六王朝国王佩皮一世（约前2332年－约前2283年在位）和国王奈姆蒂姆萨夫一世铜像。现均藏于埃及开罗博物馆。